# Selección femenina de baloncesto sub-20 de la Unión Soviética
La selección femenina de baloncesto sub-20 de la Unión Soviética fue el equipo de baloncesto femenino que representó a la Unión Soviética en las competiciones internacionales sub-18 y sub-20, hasta la disolución de la Unión Soviética en 1991. En 1992 , El equipo nacional de baloncesto femenino sub-18 de la CEI representó a la Comunidad de Estados Independientes en competiciones internacionales menores de 18 años. Después de 1992, los países sucesores crearon sus propios equipos nacionales.

## Participaciones

### Copa Mundial Sub-20
| Año   | Pos.           | PJ | G  | P |
| ----- | -------------- | -- | -- | - |
| 1985  | Medalla de oro | 6  | 5  | 1 |
| 1989  | Medalla de oro | 7  | 7  | 0 |
| Total | 2/2            | 13 | 12 | 1 |

### Campeonato Europeo Sub-18
| Año                 | Pos.              | PJ  | G   | P |
| ------------------- | ----------------- | --- | --- | - |
| 1965                | Medalla de oro    | 7   | 7   | 0 |
| 1967                | Medalla de oro    | 9   | 9   | 0 |
| 1969                | Medalla de oro    | 8   | 8   | 0 |
| 1971                | Medalla de oro    | 7   | 7   | 0 |
| 1973                | Medalla de oro    | 7   | 7   | 0 |
| 1975                | Medalla de bronce | 7   | 6   | 1 |
| 1977                | Medalla de oro    | 7   | 7   | 0 |
| 1979                | Medalla de oro    | 7   | 7   | 0 |
| 1981                | Medalla de oro    | 7   | 7   | 0 |
| 1983                | Medalla de plata  | 7   | 6   | 1 |
| 1984                | Medalla de plata  | 7   | 5   | 2 |
| 1986                | Medalla de oro    | 7   | 7   | 0 |
| 1988                | Medalla de oro    | 7   | 7   | 0 |
| 1990                | Medalla de oro    | 7   | 6   | 1 |
| Representando a CIS |                   |     |     |   |
| 1992                | Medalla de oro    | 7   | 6   | 1 |
| Total               | 15/15             | 108 | 102 | 6 |